# Centrale nucléaire Isar
La centrale nucléaire Isar est située en Basse Bavière (en allemand Niederbayern), à proximité de Landshut, dans la région de Essenbach ; elle porte le nom d'un affluent du Danube qui arrose Munich. 
La centrale est la propriété de la compagnie E.ON, elle comporte deux tranches Isar 1 et Isar 2, définitivement arrêtées, respectivement en mai 2011 et en avril 2023.

## La tranche 1
La tranche 1 est un réacteur REB réacteur à eau bouillante de puissance 912 MW électrique brute. Cette centrale se trouve à proximité d'une centrale hydraulique. Elle était exploitée par E.ON, jusqu'à ce que la décision politique allemande de sortie du nucléaire confirme sa fermeture définitive en mai 2011. Pendant sa durée de vie, la tranche a produit 198,27 TWh, avec un facteur de charge moyen de 78,7 %.
Incidents :
- 1981 : Arrêt à la suite du changement de matériel de conduite.
- 1988 : Explosions de gaz détonant dans le réacteur, l'origine est obscure, probablement la confusion.
- 1991 : Instabilité du réacteur qui conduisait à une coupure rapide du réacteur. L'origine est obscure. Des tests de stabilité du cœur du réacteur doivent être faits d'après les procédures normales.

Autres événements :
- 2003 et 2006 : En raison des vagues de chaleur en août 2003 et en juillet 2006, la production devait être réduite sur la tranche Isar 1 pour ne pas faire monter la température des rejets dans l'Isar au-dessus de 25 °C.

## La tranche 2
La tranche 2 comprend un réacteur REP (réacteur à eau pressurisée) du type Konvoi de puissance 1475 MW électrique. Elle est exploitée par un consortium (75 % pour E.ON, 25 % pour la ville de Munich). Cette tranche mise sur le réseau en 1988 a connu 17 pannes mineures de 1998 à 2005 et elle n'a connu aucun incident sérieux avec rejet radioactif. 

Selon la décision politique allemande de sortie du nucléaire, cette tranche devait être mise hors service au plus tard en 2022, mais son fonctionnement est prolongé jusqu'au premier trimestre 2023 pour assurer l'approvisionnement énergétique en Allemagne.
Elle est mise à l'arrêt définitif le 15 avril 2023,. Pendant sa durée de vie, la tranche 2 a produit 379,86 TWh, avec un facteur de charge moyen de 89,8 %.

## Faits divers
Le 30 mars 1988, un mirage F1 s'est écrasé dans une forêt à seulement 2 km au sud de la centrale, tuant le pilote sur le coup. L'accident a provoqué un débat sur la sécurité des centrales nucléaires en cas de chute d'avion.